# Gasslanda
Gasslanda är en bebyggelse nordost om Gårdsby i Gårdsby socken i Växjö kommun i Kronobergs län. SCB avgränsade området som en småort 2023.